# Robert Cogoi
Robert Cogoi, geboren als Mirko Kogoi, (Châtelet, 25 oktober 1939 – Lobbes, 14 mei 2022) was een Belgische zanger die zijn land vertegenwoordigde op het Eurovisiesongfestival in 1964.

## Levensloop
Cogoi werd geboren in België als zoon van Sloveense ouders. In 1961 kreeg hij een contract van Philips Records, en het daarop volgende jaar won hij de Grand Prix International des Variétés in het casino van Oostende met zijn nummer Si un jour. Deze single ging 100.000 keer over de toonbank in Frankrijk, wat hem een gouden plaat opleverde. Later volgden nog meer gouden platen.
In 1964 werd Cogoi gekozen om België te vertegenwoordigen op het negende Eurovisiesongfestival, op 21 maart in het Deense Kopenhagen. Het was de eerste keer dat de Belgische inzending intern gekozen werd. Met zijn lied Près de ma rivière werd Cogoi gedeeld tiende op zestien deelnemers, met twee punten: een van Monaco en een van Portugal.
Cogoi had verschillende grote hits met Franstalige versies van liedjes van Will Tura. Zo zong hij in 1982 de Franstalige versie van De Rode Duivels gaan naar Spanje.